# Acolnahuacatl
Acolnahuacatl o Acolmiztli nella mitologia azteca era una divinità di Mictlan, il mondo sotterraneo.
Acolmiztli, che significa "Forte Felino" o "Braccio di Puma" in Nahuatl, era raffigurato come un puma di colore nero, con un ruggito sovrannaturale, ed aveva il compito di tenere lontano i vivi dal regno dei morti.